# Liste des routes nationales du Maroc

Les routes nationales sont, au Maroc, des voies importantes ou qui traversent de larges portions du territoire, par opposition aux routes régionales ou provinciales. Leur usage est gratuit. Elles sont ouvertes à tous les véhicules.
La construction, l'entretien et l'exploitation de ces voies sont à la charge de l'État.

## Liste des routes nationales
Le gouvernement a changé la numérotation à partir du 29 mai 2018,.
| N°       | Parcours                                        | Longueur |
| -------- | ----------------------------------------------- | -------- |
| N1       | Tanger – Lagouira                               | 2525 km  |
| N1A      | Larache – Ksar El Kébir                         | 35 km    |
| N1B      | Dakhla (N1) - Dakhla Centre                     | 42 km    |
| N2       | Tanger – Oujda                                  | 588 km   |
| N3       | El Argoub (Dakhla) – Aghouinite                 | 215 km   |
| N4       | Kénitra – Figuig                                | 837 km   |
| N5       | Laâyoune – Guelta Zemmour                       | 259 km   |
| N6       | Salé – Oujda (Frontière Algérienne)             | 541 km   |
| N7       | Sidi Smail – Marrakech - Tiguezmert (Tata)      | 566 km   |
| N7A      | Safi – Ouled Dlim (Centre 44)                   | 108 km   |
| N8       | Essaouira - Cala Iris (Al Hoceïma)              | 756 km   |
| N9       | Mohammedia – Mhamid el Ghizlane                 | 464 km   |
| N10      | Agadir – Errachidia                             | 980 km   |
| N11      | Settat – Agadir                                 | 389 km   |
| N11A     | Dcheira El Jihadia (Agadir) – Tamait Izder (A3) | 17 km    |
| N12      | Berrechid – Tinghir                             | 985 km   |
| N13      | Chefchaouen (Derdara) – Meknès – Errachidia     | 684 km   |
| N14      | Tan-Tan - Boukraa (Laâyoune)                    | 455 km   |
| N15      | Al Aroui (Nador) – Midelt                       | 350 km   |
| N16      | Tanger – Saidia                                 | 507 km   |
| N16A     | Fnideq – Sebta                                  | 1,5 km   |
| N17      | Oujda - Es-Semara                               | 1790 km  |
| N17A     | Rissani – Taous                                 | 63 km    |
| N17B     | Smara – Amgala                                  | 91 km    |
| N17C     | Guelta Zemmour – Frontière Mauritanienne        | 32 km    |
| N17D     | Mijek – Frontière Mauritanienne                 |          |
| N17E     | Aghouinite – Frontière Mauritanienne (Nord-Est) | 20,5 km  |
| N17F     | Aghouinite – Frontière Mauritanienne (Sud)      | 106 km   |
| N19      | Nador – Tendrara (Frontière Algérienne)         | 291 km   |
| N21      | Sidi Ifni - Assa                                | 163 km   |
| N23      | Bouznika - Ouarzazate                           | 464 km   |
| N25      | Rabat – Demnate                                 | 419 km   |
| N27      | Moulay Bousselham – Meknès                      | 152 km   |
| N29      | Kassita (Al Hoceïma) – Ezzhiliga                | 607 km   |
| Sources: |                                                 |          |

## Anciennes routes nationales
- N1 : Tanger – Guerguerat
- N2 : Tanger – Oujda
- N3 : N1 (Dakhla) – Aousserd
- N4 : Kénitra – Fès
- N5 : Laâyoune – Guelta Zemmour
- N6 : Rabat – Oujda
- N7 : Sidi Smail - Marrakech
- N8 :  Targuist - Agadir
- N9 : Mohammedia – Mhamid el Ghizlane
- N10 : Agadir – Bouarfa
- N11 : Casablanca – Beni Mellal
- N12 : Sidi Ifni – Rissani
- N13 : Fnideq – Taouz
- N14 : Laâyoune (N5)  – Es Semara
- N15 : El-Aroui – Midelt
- N16 : Tanger – Saidia
- N17 : Oujda – Figuig
- N19 : Nador – Tendrara